# Alpha1 Capricorni
Alpha1 Capricorni (Algedi Prima, Prima Giedi, 5 Capricorni) é uma estrela na direção da Capricornus. Possui uma ascensão reta de 20h 17m 38.86s e uma declinação de −12° 30′ 29.6″. Sua magnitude aparente é igual a 4.30. Considerando sua distância de 686 anos-luz em relação à Terra, sua magnitude absoluta é igual a −2.32. Pertence à classe espectral G3Ib.